# Muriel Catala
Muriel Catala (París, 20 de julio de 1952) es una actriz francesa de cine y televisión.

## Biografía
Catala nació en París el 20 de julio de 1952. Inició su carrera como actriz en 1971 con una aparición en el filme de Michel Mardone Le Sauveur. Un año después realizó su segundo papel protagónico en la película Faustine et le Bel Été de Nina Companeez, en la que compartió elenco con actores de renombre como Isabelle Adjani, Isabelle Huppert y Jacques Spiesser. Luego de registrar otras apariciones en cine y televisión en la década de 1970, se retiró de la actuación en 1981 luego de actuar en el filme Le Gouverneur de l'île de Chakerbakerben de Nabyl Lahlou.

## Filmografía

### Cine
- 1971: Le Sauveur de Michel Mardore
- 1972: Faustine et le bel été de Nina Companeez
- 1973: L'Histoire très bonne et très joyeuse de Colinot trousse-chemise de Nina Companeez
- 1973: Les Religieuses du Saint Archange de Domenico Paolella
- 1974: Vous intéressez-vous à la chose? de Jacques Baratier
- 1974: Verdict de André Cayatte
- 1974: La loba y la paloma de Gonzalo Suárez[5]
- 1976: L'Intrus de Patrick Schulmann
- 1977: L'Homme pressé de Édouard Molinaro
- 1981: Le Gouverneur de l'île de Chakerbakerben de Nabyl Lahlou

### Televisión
- 1971: Aux frontières du possible
- 1976: Un jeune homme rebelle
- 1977: Rendez vous en noir
- 1978: Claudine à l'école
- 1978: Claudine à Paris
- 1979: Le Roi qui venait du sud